# František Čapek
František Čapek (Branice, Jihočeský kraj, 24 de outubro de 1914 — Praga, 31 de janeiro de 2008) foi um velocista checo na modalidade de canoagem.
Foi vencedor da medalha de Ouro em C-1 10000 m em Londres 1948.